# Heinrich Bullinger
Pour les articles homonymes, voir Bullinger.
Heinrich Bullinger, né le 18 juillet 1504 à Bremgarten (dans l’actuel canton d'Argovie) et mort le 17 septembre 1575 à Zurich, est un réformateur suisse, figure de l'introduction de la Réforme à Zurich et successeur d'Ulrich Zwingli.

## Biographie
Heinrich Bullinger était le fils naturel du curé Bullinger, doyen de Bremgarten, ville du canton d'Argovie, et d’Anna Wiederkehr dont l’union était illégitime, et cinquième et plus jeune garçon de ce couple.
À l’âge de douze ans, Heinrich Bullinger fut envoyé à Emmerich dans le duché de Clèves pour étudier à l’école des Frères de la vie commune.
En 1519, à l’âge de 15 ans, ses parents l’envoyèrent à l’université de Cologne afin qu'il y étudie la théologie scolastique pour devenir prêtre. Il s’appliqua à un programme de lecture selon la méthode innovante de Pierre Lombard fondée sur des questions et des discussions. En 1520, Heinrich Bullinger eut l'occasion d'étudier les écrits de Martin Luther et de Philippe Melanchthon, qui lui donnèrent une nouvelle orientation quant à l’étude de la Bible.
En 1522, Heinrich Bullinger, devenu maître ès-art, retourna chez lui et accepta de 1523 à 1529 un poste d’enseignant à l’école du couvent des moines cisterciens de Kappel, après avoir négocié les conditions particulières afin de ne pas avoir à prendre les vœux monastiques. En accord avec l’abbé Wolfgang Joner, il réforma les méthodes d’étude et lança un programme de lecture systématique et d’exégèse de la Bible pour les moines. Pendant cette période, il entendit à plusieurs reprises Ulrich Zwingli prêcher, fit sa connaissance et l’accompagna lors d’une conférence à Zurich en 1525 et pour une discussion à Berne en 1528. Il étudia pendant cinq mois, en 1527, les langues grecque et hébraïque et s’intéressa aux écrits d'Ulrich Zwingli.
En 1529, il épousa Anna Adlischweiler, une ancienne nonne, qui se révéla être une formidable épouse et leur couple sera un excellent témoignage durant leur union. La maison de Heinrich Bullinger était un foyer chrétien très heureux et il aimait jouer avec ses enfants et petits-enfants ; Bullinger écrivait des saynètes pour les fêtes de Noël.
Durant cette même année, Heinrich Bullinger quitta l’école cistercienne de Kappel. S'étant démarqué d’autres postulants par un sermon remarqué, il fut choisi comme prêtre de Bremgarten. Il y succédait à son père.
En 1531, les cantons suisses catholiques attaquèrent les Zurichois et les battirent à la 2e bataille de Kappel. Ulrich Zwingli, aumônier des troupes zurichoises, fut tué sur ce champ de bataille le 11 octobre. Le canton d’Argovie retourna à la foi catholique, obligeant Heinrich Bullinger et deux autres pasteurs à quitter la ville, malgré le mécontentement général.
Heinrich Bullinger s'étant forgé une bonne réputation de théologien, très rapidement des propositions se présentèrent à lui de Zurich, Bâle, Berne et du canton Suisse d’Appenzell pour qu'il devienne leur pasteur. Bullinger entra en négociation avec les autorités de Zurich, et trouva un compromis qui lui permettait de conserver une certaine liberté de parole et de prédication. Devenu pasteur de Zurich, il acquit une certaine autorité sur les autres pasteurs de la ville et reçut le titre honorifique d’« Antiste », attribué au XVIe siècle dans les églises réformées de Suisse par le grand Conseil à la suite d'une élection.
Il est possible qu’Ulrich Zwingli, pressentant sa mort, ait désigné Heinrich Bullinger pour être son successeur. Le dimanche suivant l’arrivée de Heinrich Bullinger, de son épouse et de leurs deux jeunes enfants, lorsqu'il monta au pupitre pour la prédication, la tradition dit que beaucoup évoquèrent une « résurrection » d'Ulrich Zwingli comme un phœnix (oiseau mythologique naissant du feu).
Heinrich Bullinger poursuivit et consolida le travail de Zwingli. Il prit notamment fermement position pour la Réforme, qui était en danger d’être abandonnée par le Conseil zurichois, affaibli par la guerre, et il s’établit rapidement en défenseur du système ecclésiastique mis en place par Zwingli. Quand Léon de Juda se proposa de séparer entièrement la discipline ecclésiastique du pouvoir séculier, Heinrich Bullinger argua du fait que les besoins de séparation se termineraient lorsque le Magistrat deviendrait chrétien, et qu'ainsi, les institutions de l’Ancien Testament seraient affirmées. Heinrich Bullinger ne souhaitait pas que l’Église soit totalement soumise à l’État. En 1532, il créa et instrumenta un Comité mixte de magistrats et de pasteurs pour veiller sur les affaires de l’Église.
Bullinger prêchait six à sept fois par semaine, puis, à partir de 1542, uniquement les dimanches et vendredis. Il suivait exactement la méthode de Ulrich Zwingli, expliquant dans son entier chaque livre des écritures. Ses sermons étaient simples, clairs et axés sur la vie quotidienne des paroissiens.
Heinrich Bullinger fut un pasteur dévoué ; il conseillait et réconfortait ceux qui en avaient besoin, sans craindre pour sa vie, lorsque la peste sévissait dans Zurich. Sa maison était ouverte à toute heure pour qui souhaitait son aide. Il distribuait nourriture, habits, son propre argent aux veuves et aux orphelins, aux étrangers, aux exilés. Il s'assura qu'une pension décente soit versée à Anna Reinhart, la veuve d’Ulrich Zwingli, pour l'éducation de leurs enfants. Il hébergea dans sa propre maison des frères persécutés, leur obtenant des moyens de voyager ou un refuge le cas échéant.
Ses activités ne se limitaient pas à Zurich : il entretenait une correspondance avec d'autres églises réformées, appelé par Théodore de Bèze « le berger commun de toutes les églises chrétiennes », tandis que Pelikan disait de lui qu'il était « un homme de Dieu, doté des cadeaux les plus riches du ciel pour l’honneur et le salut de Dieu des âmes ». Il entretenait même une correspondance et une certaine amitié avec le théologien catholique franc-comtois, Gilbert Cousin.
Il reçut des protestants fugitifs d’Italie, de France, d’Angleterre et d’Allemagne et fit de Zurich un asile de liberté religieuse. Il protégea Celio Secondo Curione, Bernardino Ochino et Pietro Martire Vermigli, les émigrés de Locarno, et facilita l’organisation d’une église pour les réformateurs italiens à Zurich. Par deux fois, il fit appel au roi de France pour la tolérance au sujet des huguenots. Heinrich Bullinger était fort apprécié par les membres de l’Église Réformée d’Angleterre, pour la protection qu’il accorda aux adeptes persécutés et exilés en Suisse auxquels il offrit un refuge à Zurich, et du fait de ses nombreuses correspondances. Un grand nombre d’éloges, telle que celle de Jane Grey, qui fut décapitée en 1554, qui lut ses travaux, traduisit son livre sur le mariage en grec, le consultant au sujet de l’hébreu et s’adressant à lui avec beaucoup d’affection et de gratitude. L’évêque Hooper de Gloucester, qui avait apprécié son hospitalité en 1547, s’adressait à lui peu avant son martyre en 1554, le considérant comme son père et guide vénéré et le meilleur ami qu’il ait jamais eu, recommandant son épouse et ses deux enfants à ses soins. D’autres éloquents témoignages mériteraient d’être évoqués.
Au sujet de la tolérance et de la punition des hérétiques, Heinrich Bullinger était conforme à la théorie régnante, mais il différa de la pratique courante : il dénonça l’anabaptisme dans ses écritures, autant qu'Ulrich Zwingli et ne s’opposa pas à la malheureuse exécution de Michel Servet, mais ne persécuta jamais personne. Il toléra Lélio Socin avec qui il eut une correspondance, jusqu'à la mort de celui-ci à Zurich en 1562. Ochino Bernardino put également faire des prédications pour les réformés italiens de cette ville, mais il fut expulsé par le grand Conseil de la ville, du fait de ses opinions unitariennes et de la défense qu'il faisait de la polygamie. Heinrich Bullinger estimait qu’aucune violence ne devait être faite aux dissidents, car la foi est un don de Dieu qui ne peut être interdite ou ordonnée.
Heinrich Bullinger a maintenu la doctrine et la discipline réformées, et cela toujours avec modération et dignité. Il se refusa à tout compromis avec les luthériens sur la question de la Sainte-Cène et réussit à unifier les cantons suisses autour de ses positions théologiques. Ainsi, en 1566, les Églises réformée de Suisse adoptèrent la Confession helvétique postérieure - rédigée en 1561 par Heinrich Bullinger - qui est toujours en vigueur aujourd'hui.
Sa contribution à la Réforme protestante est immense ; il est connu pour plus de douze mille lettres, adressées aux responsables protestants de tous endroits. Son principal travail théologique fut les Décennies (un traité théologique pastoral), réimprimé 137 fois, très apprécié et utilisé en Hollande et Angleterre. Heinrich Bullinger laissa également derrière lui une œuvre d’historien de Zurich à travers ses chroniques. Il est à l’origine, lorsque la reine Élisabeth Ire d'Angleterre permit le retour dans leur patrie des exilés, du mouvement puritain et du presbytérianisme en Angleterre. Une large part au développement scolaire et de son organisation en Suisse est encore à mettre à son actif.
Heinrich Bullinger fut un théologien d’engagement, mais sa quantité de travail et ses responsabilités ont miné sa santé. En 1562, il s’adressait en ces termes à Fabricius de Coire : « J’ai presque sombré sous la charge de travail et des responsabilités, et la sensation d’une grande fatigue est que je demanderais au Seigneur de me donner le repos si ce n’était pas contre sa volonté ». La peste, durant les années 1564-1566, emporta son épouse, trois de ses filles, son frère et plusieurs de ses amis intimes. Heinrich Bullinger affaibli par la maladie, seul et nostalgique, dut diminuer durant les années suivantes ses activités pastorales. Il continua d’écrire et de prêcher, en étant assisté, jusqu’au 17 septembre 1575, date de son décès. Son dernier sermon fut sur la Pentecôte.

## Hommages
- Grossmünster : Monument Heinrich Bullinger par le sculpteur suisse Otto Bänninger en 1939-1940

## Source
- Didier Leroux, http://site.voila.fr/unitariens/accueil.html Unitariens (site obsolète), © 2007